# Christinelund, Helsingborgs kommun
Christinelund,  är en herrgård i Allerums socken i Helsingborgs kommun öster om Domsten.
Christinelund är avsöndrat från Kulla Gunnarstorp, och utgjorde förr ett hemman kallat Slusås. I början av 1800-talet bebyggdes Christinelund som ladugård under huvudgården och fick sitt nuvarande namn, sannolikt efter ”en av rikets herrar”, greve Jakob Gustaf De la Gardies, hustru Christina. Gården utarrenderades till greve Adolf Christian Ludvig Posse av grevliga ätten Posse som 1850 uppförde huvudbyggnaden och nya ekonomibyggnader. På 1860-talet förvärvades gården av överstekammarherren greve Carl Baltzar Ernst von Platen. Vid dennes död överläts gården till förste hovstallmästaren greve Carl Axel Baltzar Wachtmeister af Johannishus. Under senare år har bland annat familjen König residerat på Christinelund. Senare köptes Christinelunds gods av industri- och finansmannen Ulf G. Lindén (1937-2009), vars släkt fortfarande (2020) äger Christinelund.
Nuvarande ägaren har låtit bygga till slottet efter de ursprungliga ritningarna.